# Atletisme als Jocs Olímpics d'Estiu de 1924 - marató masculina
La marató masculina va ser una de les proves del programa d'atletisme disputades durant els Jocs Olímpics de París de 1924. La prova es va disputar el 13 de juliol de 1924 i hi van prendre part 58 atletes de 20 nacions diferents.

## Medallistes
| Or                   | Plata               | Bronze               |
| Albin Stenroos (FIN) | Romeo Bertini (ITA) | Clarence DeMar (USA) |

## Rècords
Aquests eren els rècords del món i olímpic que hi havia abans de la celebració dels Jocs Olímpics de 1924.
| Rècord del Món | 2h 32' 35.8" | Hannes Kolehmainen | Anvers (BEL) | 22 agost 1920 |
| Rècord Olímpic | 2h 32' 35.8" | Hannes Kolehmainen | Anvers (BEL) | 22 agost 1920 |

## Resultats
| Posició | Atleta                        | Temps     |
| ------- | ----------------------------- | --------- |
| 1       | Albin Stenroos (FIN)          | 2:41:22.6 |
| 2       | Romeo Bertini (ITA)           | 2:47:19.6 |
| 3       | Clarence DeMar (USA)          | 2:48:14.0 |
| 4       | Lauri Halonen (FIN)           | 2:49:47.4 |
| 5       | Sam Ferris (GBR)              | 2:52:26.0 |
| 6       | Manuel Plaza (CHI)            | 2:52:54.0 |
| 7       | Boughéra El-Ouafi (FRA)       | 2:54:19.6 |
| 8       | Gustav Kinn (SWE)             | 2:54:33.4 |
| 9       | Dionisio Carreras (ESP)       | 2:57:18.4 |
| 10      | Jüri Lossmann (EST)           | 2:57:54.6 |
| 11      | Axel Jensen (DEN)             | 2:58:44.8 |
| 12      | Jean-Baptiste Manhès (FRA)    | 3:00:34.0 |
| 13      | John Cuthbert (CAN)           | 3:00:44.6 |
| 14      | Victor McAuley (CAN)          | 3:02:05.4 |
| 15      | Marcel Alavoine (BEL)         | 3:03:20.0 |
| 16      | Frank Wendling (USA)          | 3:05:09.8 |
| 17      | Arthur Farrimond (GBR)        | 3:05:15.0 |
| 18      | Frank Zuna (USA)              | 3:05:52.2 |
| 19      | Harry Phillips (RSA)          | 3:07:13.0 |
| 20      | Augustinus Broos (BEL)        | 3:14:03.0 |
| 21      | Henning Karlsson (SWE)        | 3:14:21.4 |
| 22      | Tullio Biscuola (ITA)         | 3:19:05.0 |
| 23      | William Churchill (USA)       | 3:19:18.0 |
| 24      | Mohammed Ghermati (FRA)       | 3:20:27.0 |
| 25      | Charles Mellor (USA)          | 3:24:07.0 |
| 26      | Pierre-Georges LeClercq (BEL) | 3:27:54.0 |
| 27      | Jack McKenna (GBR)            | 3:30:40.0 |
| 28      | Antal Lovas (HUN)             | 3:35:24.0 |
| 29      | Mahadeo Singh (IND)           | 3:37:36.0 |
| 30      | Elmar Reimann (EST)           | 3:40:52.0 |
| –       | Ernesto Alciati (ITA)         | DNF       |
| –       | Vyron Athanasiadis (GRE)      | DNF       |
| –       | Belisario Villacís (ECU)      | DNF       |
| –       | Ettore Blasi (ITA)            | DNF       |
| –       | Cornelis Brouwer (NED)        | DNF       |
| –       | Alberto Cavallero (ITA)       | DNF       |
| –       | Josef Eberle (TCH)            | DNF       |
| –       | Henrik Hietakari (FIN)        | DNF       |
| –       | Bohumil Honzátko (TCH)        | DNF       |
| –       | Ján Kalous (TCH)              | DNF       |
| –       | Shizo Kanakuri (JPN)          | DNF       |
| –       | Pál Király (HUN)              | DNF       |
| –       | Hannes Kolehmainen (FIN)      | DNF       |
| –       | Alexandros Kranis (GRE)       | DNF       |
| –       | Ville Kyrönen (FIN)           | DNF       |
| –       | Ernest Letherland (GBR)       | DNF       |
| –       | Angelo Malvicini (ITA)        | DNF       |
| –       | Albert Mills (GBR)            | DNF       |
| –       | Yahei Miura (JPN)             | DNF       |
| –       | Gabriel Ruotsalainen (FIN)    | DNF       |
| –       | Iraklis Sakellaropoulos (GRE) | DNF       |
| –       | Teunis Sprong (NED)           | DNF       |
| –       | Théophilus Steurs (BEL)       | DNF       |
| –       | Kikunosuke Tashiro (JPN)      | DNF       |
| –       | Félicien Van De Putte (BEL)   | DNF       |
| –       | Georges Verger (FRA)          | DNF       |
| –       | Ralph Williams (USA)          | DNF       |
| –       | Dunky Wright (GBR)            | DNF       |